# Паоло Россі
Паоло Россі (італ. Paolo Rossi; 23 вересня 1956, Прато, Італія — 9 грудня 2020) — футболіст, що грав на позиції нападника за низку італійських клубних команд і національну збірну Італії.
Найкращий футболіст Європи 1982 року. Переможець чемпіонату світу 1982, на якому з 6 голами став найкращим бомбардиром та був визнаний найкращим гравцем.

## Клубна кар'єра
Народився 23 вересня 1956 року в місті Прато. Вихованець низки юнацьких футбольних команд, останньою з яких була академія «Ювентуса». З 1973 почав залучатися до основної команди туринського клубу.
Провівши за «Ювентус» лише декілько ігор на Кубок Італії, 1975 року був відданий в оренду до «Комо», а згодом грав за «Віченцу», у складі якої з 24 голами у 30 іграх став найкращим бомбардиром Серії A 1977/78, та «Перуджу». У 1979 році, виступаючи за «Перуджу», був звинувачений в участі в договірних матчах, визнаний винним і дискваліфікований на три роки. Після апеляції термін дискваліфікації було зменшено до двох років.
1981 року повернувся до рідного «Ювентуса», який уклав з ним контракт попри триваючу дискваліфікацію гравця. Відбувши покарання, 1982 року повернувся на поле, склавши ударне тріо разом з Мішелем Платіні та Збігневом Бонеком, і допоміг «старій сеньйорі» протягом наступних років двічі вибороти титул чемпіонів Італії, стати володарями Кубка Італії, Кубка Кубків УЄФА, Суперкубка УЄФА і Кубка чемпіонів УЄФА.
Протягом сезону 1985/86 захищав червоно-чорні кольори «Мілана», а завершив професійну ігрову кар'єру в наступному сезоні 1986/87, граючи за «Верону».

## Виступи за збірні
Протягом 1976—1978 років залучався до складу молодіжної збірної Італії. На молодіжному рівні зіграв у 10 офіційних матчах, забив 5 голів.

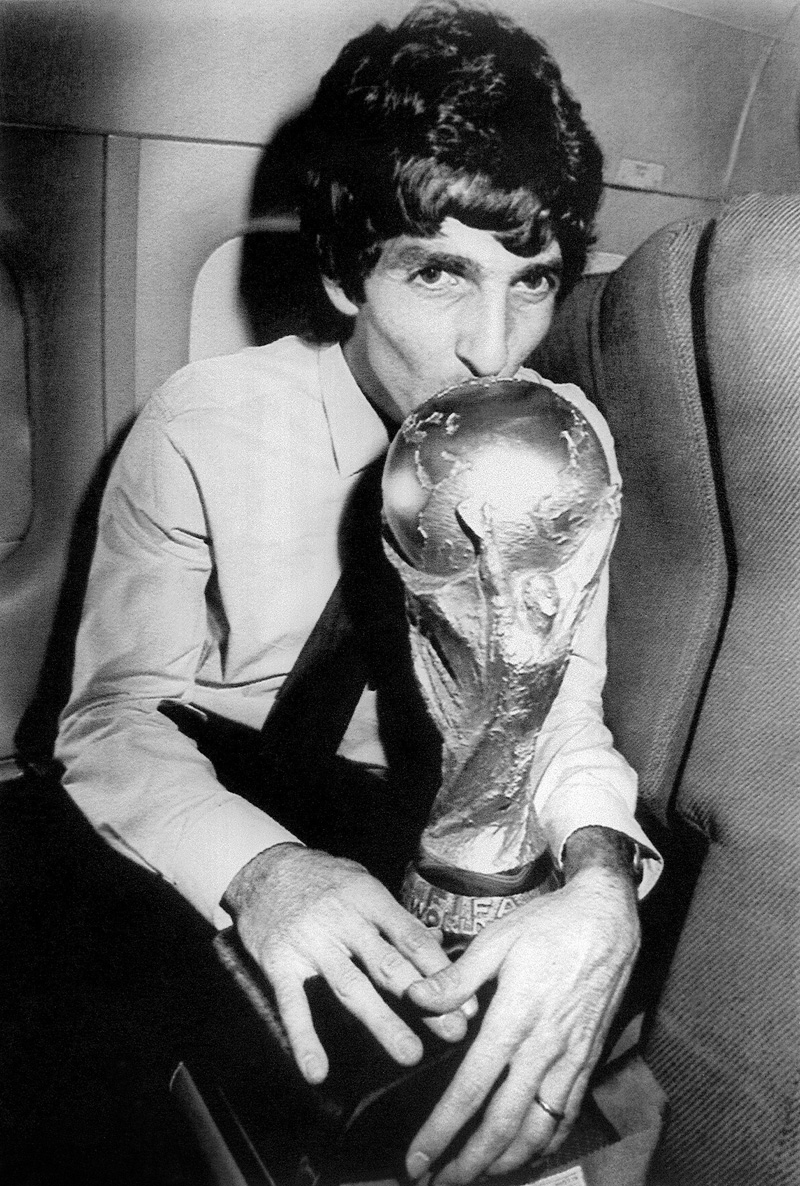
Россі з Кубком світу, 1982 рік.

1977 року дебютував в офіційних матчах у складі національної збірної Італії. А вже наступного року, маючи на той час в активі лише дві гри за збірну, поїхав у її складі на чемпіонат світу 1978 до Аргентини, де був гравцем основного складу. На цьому мундіалі став автором трьох голів, один з яких, у ворота Австрії у грі другого групового етапу, став єдиним у матчі та приніс італійцям перемогу.
Домашній для Італії Чемпіонат Європи 1980 був змушений пропустити через триваючу на той час дискваліфікацію.
Термін дискваліфікації Россі завершився лише за місяць до старту чемпіонату світу 1982 року в Іспанії, попри це очільний тренерського штабу збірної Італії Енцо Беардзот не лише включив його до заявки команди на турнір, але й розглядав його як основного гравця лінії нападу «лазурових». Россі набував ігрову форму вже по ходу турніру і у перших чотирьох матчах італійців голів не забивав. Але завершальний відрізок мундіалю став для нього «зірковим часом» — спочатку він відзначився хет-триком у ворота Бразилії у вирішальній грі другого групового раунду, який приніс його команді перемогу 3:2 і вивів її до плей-оф; згодом у півфіналі Італія здолала Польщу з рахунком 2:0 завдяки «дублю» Россі; а у фінальній грі проти збірної ФРН він відкрив рахунок, заклавши основу для перемоги італійців з рахунком 3:1. Таким чином значною мірою саме завдяки Россі італійці здобули свій третій титул чемпіонів світу, а сам Россі, забивши шість голів у заключних трьох іграх турніру, став його найкращим бомбардиром. Крім того його визнали найкращим гравцем чемпіонату світу, а згодом й найкращим футболістом Європи і найкращим футболістом світу 1982 року.
За чотири роки, на чемпіонаті світу 1986 року у Мексиці, вже був лише резервним гравцем і жодного разу на поле не вийшов. Після цього турніру за італійську збірну також вже не грав.
Загалом протягом кар'єри у національній команді, яка тривала 10 років, провів у формі головної команди країни 48 матчів, забивши 20 голів.

## Статистика виступів

### Статистика клубних виступів
| Сезон               | Команда             | Чемпіонат           | Чемпіонат | Чемпіонат | Національний кубок | Національний кубок | Національний кубок | Континентальні кубки | Континентальні кубки | Континентальні кубки | Інші змагання | Інші змагання | Інші змагання | Усього | Усього |
| Сезон               | Команда             | Ліга                | Ігор      | Голів     | Ліга               | Ігор               | Голів              | Ліга                 | Ігор                 | Голів                | Ліга          | Ігор          | Голів         | Ігор   | Голів  |
| ------------------- | ------------------- | ------------------- | --------- | --------- | ------------------ | ------------------ | ------------------ | -------------------- | -------------------- | -------------------- | ------------- | ------------- | ------------- | ------ | ------ |
| 1972–73             | «Ювентус»           | A                   | 0         | 0         | КІ                 | 0                  | 0                  | КЧ                   | 0                    | 0                    | -             | -             | -             | 0      | 0      |
| 1973–74             | «Ювентус»           | A                   | 0         | 0         | КІ                 | 1                  | 0                  | КЧ                   | 0                    | 0                    | МКК           | 0             | 0             | 1      | 0      |
| 1974–75             | «Ювентус»           | A                   | 0         | 0         | КІ                 | 2                  | 0                  | КУЄФА                | 0                    | 0                    | -             | -             | -             | 2      | 0      |
| 1975–76             | «Комо»              | A                   | 6         | 0         | КІ                 | 0                  | 0                  | -                    | -                    | -                    | -             | -             | -             | 6      | 0      |
| 1976–77             | «Віченца»           | B                   | 36        | 21        | КІ                 | 5                  | 2                  | -                    | -                    | -                    | -             | -             | -             | 41     | 23     |
| 1977–78             | «Віченца»           | A                   | 30        | 24        | КІ                 | 4                  | 2                  | -                    | -                    | -                    | -             | -             | -             | 34     | 26     |
| 1978–79             | «Віченца»           | A                   | 28        | 15        | КІ                 | 3                  | 2                  | КУЄФА                | 1                    | 0                    | -             | -             | -             | 32     | 17     |
| Усього за «Віченцу» | Усього за «Віченцу» | Усього за «Віченцу» | 94        | 60        |                    | 12                 | 6                  |                      | 1                    | 0                    |               | -             | -             | 107    | 66     |
| 1979–80             | «Перуджа»           | A                   | 28        | 13        | КІ                 | 4                  | 0                  | КУЄФА                | 4                    | 1                    | -             | -             | -             | 36     | 14     |
| 1981–82             | «Ювентус»           | A                   | 3         | 1         | КІ                 | 0                  | 0                  | КЧ                   | 0                    | 0                    | -             | -             | -             | 3      | 1      |
| 1982–83             | «Ювентус»           | A                   | 23        | 7         | КІ                 | 11                 | 5                  | КЧ                   | 9                    | 6                    | -             | -             | -             | 43     | 18     |
| 1983–84             | «Ювентус»           | A                   | 30        | 13        | КІ                 | 7                  | 0                  | КВК                  | 9                    | 2                    | -             | -             | -             | 46     | 15     |
| 1984–85             | «Ювентус»           | A                   | 27        | 3         | КІ                 | 6                  | 2                  | КЧ                   | 9                    | 5                    | СУ            | 1             | 0             | 43     | 10     |
| Усього за «Ювентус» | Усього за «Ювентус» | Усього за «Ювентус» | 83        | 24        |                    | 27                 | 7                  |                      | 27                   | 14                   |               | 1             | 0             | 138    | 44     |
| 1985–86             | «Мілан»             | A                   | 20        | 2         | КІ                 | 3                  | 1                  | КУЄФА                | 3                    | 0                    | ЛТ            | 0             | 0             | 26     | 3      |
| 1986–87             | «Верона»            | A                   | 20        | 4         | КІ                 | 7                  | 3                  | -                    | -                    | -                    | -             | -             | -             | 27     | 7      |
| Усього за кар'єру   | Усього за кар'єру   | Усього за кар'єру   | 251       | 103       |                    | 53                 | 17                 |                      | 35                   | 14                   |               | 1             | 0             | 340    | 134    |

### Статистика виступів за збірну
| Дата       | Місто          | Господарі         | Результат | Гості          | Турнір                    | Голи | Примітки   |
| ---------- | -------------- | ----------------- | --------- | -------------- | ------------------------- | ---- | ---------- |
| 21-12-1977 | Льєж           | Бельгія           | 0 – 1     | Італія         | товариський матч          | -    |            |
| 25-1-1978  | Мадрид         | Іспанія           | 2 – 1     | Італія         | товариський матч          | -    |            |
| 2-6-1978   | Мар-дель-Плата | Італія            | 2 – 1     | Франція        | ЧС 1978 - 1-й етап        | 1    |            |
| 6-6-1978   | Мар-дель-Плата | Італія            | 3 – 1     | Угорщина       | ЧС 1978 - 1-й етап        | 1    |            |
| 10-6-1978  | Буенос-Айрес   | Італія            | 1 – 0     | Аргентина      | ЧС 1978 - 1-й етап        | -    |            |
| 14-6-1978  | Буенос-Айрес   | ФРН               | 0 – 0     | Італія         | ЧС 1978 - 2-й етап        | -    |            |
| 18-6-1978  | Буенос-Айрес   | Італія            | 1 – 0     | Австрія        | ЧС 1978 - 2-й етап        | 1    |            |
| 21-6-1978  | Буенос-Айрес   | Нідерланди        | 2 – 1     | Італія         | ЧС 1978 - 2-й етап        | -    |            |
| 24-6-1978  | Буенос-Айрес   | Бразилія          | 2 – 1     | Італія         | ЧС 1978 - матч за 3 місце | -    | 4-те місце |
| 8-11-1978  | Братислава     | Чехословаччина    | 3 – 0     | Італія         | товариський матч          | -    |            |
| 21-12-1978 | Рим            | Італія            | 1 – 0     | Іспанія        | товариський матч          | 1    |            |
| 24-2-1979  | Мілан          | Італія            | 3 – 0     | Нідерланди     | товариський матч          | 1    |            |
| 26-5-1979  | Рим            | Італія            | 2 – 2     | Аргентина      | товариський матч          | 1    |            |
| 13-6-1979  | Загреб         | Югославія         | 4 – 1     | Італія         | товариський матч          | 1    |            |
| 26-9-1979  | Флоренція      | Італія            | 1 – 0     | Швеція         | товариський матч          | -    |            |
| 17-11-1979 | Удіне          | Італія            | 2 – 0     | Швейцарія      | товариський матч          | -    |            |
| 16-2-1980  | Неаполь        | Італія            | 2 – 1     | Румунія        | товариський матч          | -    |            |
| 15-3-1980  | Мілан          | Італія            | 1 – 0     | Уругвай        | товариський матч          | -    |            |
| 19-4-1980  | Турин          | Італія            | 2 – 2     | Польща         | товариський матч          | -    |            |
| 28-5-1982  | Женева         | Швейцарія         | 1 – 1     | Італія         | товариський матч          | -    |            |
| 14-6-1982  | Віго           | Італія            | 0 – 0     | Польща         | ЧС 1982 - 1-й етап        | -    |            |
| 18-6-1982  | Віго           | Італія            | 1 – 1     | Перу           | ЧС 1982 - 1-й етап        | -    |            |
| 23-6-1982  | Віго           | Італія            | 1 – 1     | Камерун        | ЧС 1982 - 1-й етап        | -    |            |
| 29-6-1982  | Барселона      | Італія            | 2 – 1     | Аргентина      | ЧС 1982 - 2-й етап        | -    | 80'        |
| 5-7-1982   | Барселона      | Італія            | 3 – 2     | Бразилія       | ЧС 1982 - 2-й етап        | 3    |            |
| 8-7-1982   | Барселона      | Італія            | 2 – 0     | Польща         | ЧС 1982 - півфінал        | 2    |            |
| 11-7-1982  | Мадрид         | Італія            | 3 – 1     | ФРН            | ЧС 1982 - Фінал           | 1    | 3-й титул  |
| 27-10-1982 | Рим            | Італія            | 0 – 1     | Швейцарія      | товариський матч          | -    | 31'        |
| 13-11-1982 | Мілан          | Італія            | 2 – 2     | Чехословаччина | Відбір до ЧЄ 1984         | -    |            |
| 4-12-1982  | Флоренція      | Італія            | 0 – 0     | Румунія        | Відбір до ЧЄ 1984         | -    |            |
| 12-2-1983  | Лімасол        | Кіпр              | 1 – 1     | Італія         | Відбір до ЧЄ 1984         | -    |            |
| 16-4-1983  | Бухарест       | Румунія           | 1 – 0     | Італія         | Відбір до ЧЄ 1984         | -    |            |
| 29-5-1983  | Гетеборг       | Швеція            | 2 – 0     | Італія         | Відбір до ЧЄ 1984         | -    |            |
| 5-10-1983  | Барі           | Італія            | 3 – 0     | Греція         | товариський матч          | 1    |            |
| 15-10-1983 | Неаполь        | Італія            | 0 – 3     | Швеція         | Відбір до ЧЄ 1984         | -    |            |
| 16-11-1983 | Прага          | Чехословаччина    | 2 – 0     | Італія         | Відбір до ЧЄ 1984         | -    |            |
| 22-12-1983 | Перуджа        | Італія            | 3 – 1     | Кіпр           | Відбір до ЧЄ 1984         | 1    |            |
| 4-2-1984   | Рим            | Італія            | 5 – 0     | Мексика        | товариський матч          | 3    |            |
| 3-3-1984   | Стамбул        | Туреччина         | 1 – 2     | Італія         | товариський матч          | -    |            |
| 7-4-1984   | Верона         | Італія            | 1 – 1     | Чехословаччина | товариський матч          | -    |            |
| 26-9-1984  | Мілан          | Італія            | 1 – 0     | Швеція         | товариський матч          | -    |            |
| 3-11-1984  | Лозанна        | Швейцарія         | 1 – 1     | Італія         | товариський матч          | -    |            |
| 8-12-1984  | Пескара        | Італія            | 2 – 0     | Польща         | товариський матч          | -    |            |
| 5-2-1985   | Дублін         | Ірландія          | 1 – 2     | Італія         | товариський матч          | 1    |            |
| 13-3-1985  | Афіни          | Греція            | 0 – 0     | Італія         | товариський матч          | -    |            |
| 3-4-1985   | Асколі-Пічено  | Італія            | 2 – 0     | Португалія     | товариський матч          | 1    |            |
| 26-3-1986  | Удіне          | Італія            | 2 – 1     | Австрія        | товариський матч          | -    |            |
| 11-5-1986  | Неаполь        | Італія            | 2 – 0     | КНР            | товариський матч          | -    |            |
| Усього     |                | Матчів (50 місце) | 48        |                | Голів (12 місце)          | 20   |            |

## Досягнення
| - Чемпіон світу: 1982 - Чемпіон Італії: 1981–82, 1983–84 - Володар Кубка Італії: 1982–83 - Володар Кубка Кубків: 1983–84 - Володар Кубка європейських чемпіонів: 1984–85 - Володар Суперкубка Європи: 1984 | - 1982 — «Золотий бутс» ФІФА - 1982 — «Золотий м'яч» ФІФА - 1982 — Найкращий гравець Європи - 1982 — Найкращий гравець світу - Входить до списку ФІФА 100 |